# Kurortne, Bilohirsk
Kurortne (în ucraineană Курортне) este un sat în comuna Aromatne din raionul Bilohirsk, Republica Autonomă Crimeea, Ucraina.

## Demografie
Componența lingvistică a localității Kurortne
     Rusă (57,18%)
     Tătară crimeeană (26,35%)
     Ucraineană (15,29%)
     Alte limbi (1,18%)
Conform recensământului din 2001, majoritatea populației localității Kurortne era vorbitoare de rusă (57,18%), existând în minoritate și vorbitori de tătară crimeeană (26,35%) și ucraineană (15,29%).